# مای هلن سورکمو
مای هلن سورکمو (انگلیسی: Maj Helen Sorkmo؛ زادهٔ ۱۴ اوت ۱۹۶۹) اسکی‌باز صحرانوردی اهل نروژ است.